# 地磁北极

地磁北極位置變化圖（1600-2015年）

地磁北極移動速度變化圖（1900-2015年）

地磁北极，或北磁極，是地球表面地球磁场方向垂直向下的点。地磁北极与地理北极并不相同。地磁北极正在不斷的改變，以每天20.5公尺的速度移動。另外，由于地球磁场并不是完全对称的，地磁北极与地磁南极并不是处在对蹠点位置上。
- 2001年，地磁北极处于在加拿大北部埃尔斯米尔岛附近，经纬度为81°18′N 110°48′W / 81.3°N 110.8°W
- 2005年，地磁北极位置在加拿大北方的北冰洋上，經緯度為83°06′N 117°48′W / 83.1°N 117.8°W
- 2009年，地磁北极向北移動，經緯度為84°54′N 141°00′W / 84.9°N 141.0°W
- 2016年，地磁北極持續往俄羅斯移動，經緯度為86°24′N 166°18′W / 86.4°N 166.3°W

另外需要注意的是地磁北极实际是物理上的磁场南极。出现这种状况的原因是人们在发现磁极异性相吸、同性相斥的规律之前就定义了地磁北极这个名词。首先，人们定义了指南针指向地理北极的一端为磁场北极，由于这个定义是随意的，因此是可以接受的。然后，人们根据北方的地磁场极点接近地理北极的知识，定义了这个极点为地磁北极。可是，当人们最后发现磁场原来是同性相斥的规律以后，地磁北极也就只能作为习惯用法被保留下来了。相应地，地磁南极实际上是物理上的磁场北极。
简单的说，所有磁铁都有两个磁极，被称为磁铁的“北”和“南”极。因为它们在发明指南针中使用时，指向北极的方向被定义为北极。但因为异极相吸，这意味着如果作为物理磁铁，地球的磁北极实际上在南极。